# Potamonautes suprasulcatus
Potamonautes suprasulcatus é uma espécie de crustáceo da família Potamonautidae.
Pode ser encontrada nos seguintes países: Burundi, República Democrática do Congo, Tanzânia e Zâmbia.
Os seus habitats naturais são: rios.